# Marianne
Pour les articles homonymes, voir Marianne (homonymie).
Marianne est une figure symbolique de la République française.
Sous l’apparence d’une femme coiffée d’un bonnet phrygien, elle représente la République française et ses valeurs traduites par sa devise : « Liberté, Égalité, Fraternité ». C'est un important symbole républicain et une icône de la liberté et de la démocratie.
Figure allégorique nationale, Marianne occupe une place d'honneur dans les mairies et les bâtiments officiels de la République française ainsi que dans ses manifestations. Elle symbolise Le Triomphe de la République, du nom de la sculpture érigée dans le jardin de Marianne situé place de la Nation à Paris. Son profil apparaît sur les documents officiels, sur les timbres postaux, et sur certaines pièces de monnaie françaises en euro (série des pièces de 1, 2 et 5 centimes) ou en franc (série des pièces de 5, 10 et 20 centimes).

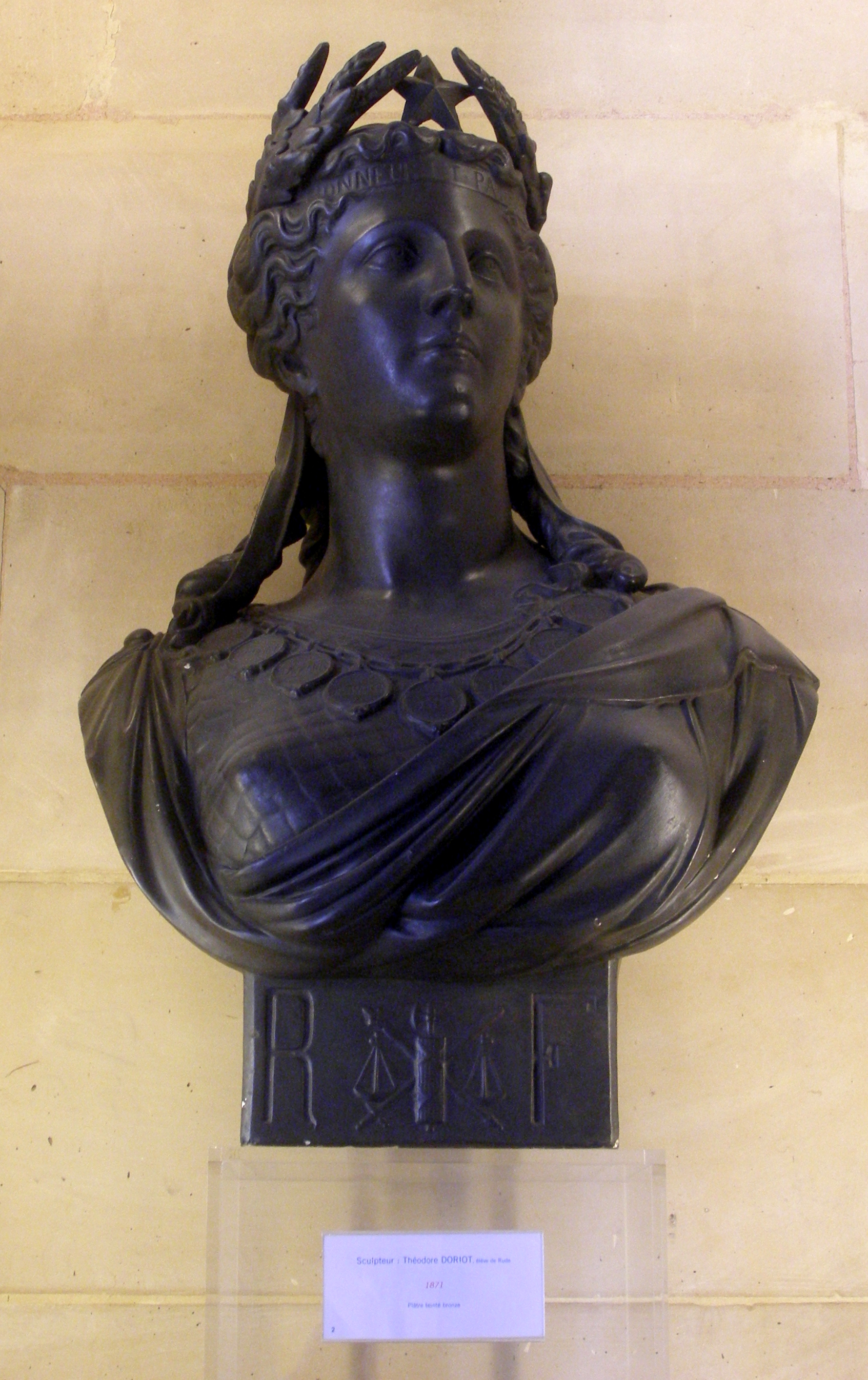
Buste de Marianne sculpté par T. Doriot et exposé au Sénat.

## Histoire de la Marianne

### Origine du choix du prénom

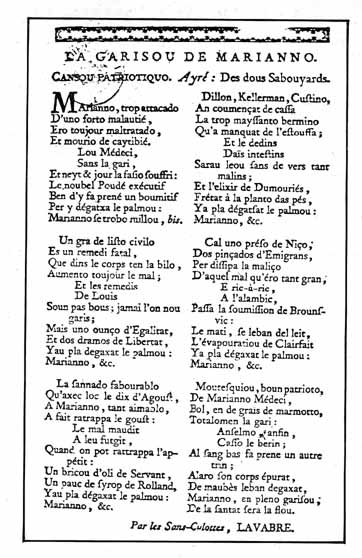
La Garisou de Marianno (la Guérison de Marianne), chant composé par Guillaume Lavabre.

Selon l’historienne Florence Gauthier, le choix du prénom « Marianne » pourrait être une référence au philosophe et théologien espagnol Juan de Mariana (1536–1624), figure de l’École de Salamanque. Dans ses écrits sur le droit naturel et la souveraineté populaire, Mariana défendait le droit de résister à l’oppression, y compris par le tyrannicide. Gauthier suggère que ses idées ont influencé les Déclarations des droits de l’homme et du citoyen de 1789 et de 1793, et que son nom aurait symboliquement inspiré celui de la République française. Mariana enseigna à l'Université de Paris entre 1569 et 1574. Dans sa théorie, la monarchie reçoit le pouvoir de la main du peuple, qui est le véritable souverain, le tyrannicide étant un acte légitime si le roi trahit la confiance du peuple. Pendant la Révolution Française, les partisans de l'Ancien Régime auraient qualifié les révolutionnaires péjorativement de « marians ».
Son utilisation comme allégorie féminine de la République renvoie à une chanson révolutionnaire du pays albigeois en occitan, la Garisou de Marianno (en français, la Guérison de Marianne), composée par le cordonnier-poète Guillaume Lavabre, de Puylaurens,. La chanson, racontant les péripéties du nouveau régime, fut vraisemblablement écrite en octobre 1792, une dizaine de jours seulement après la fondation de la République. Il s’agit de la première occurrence du prénom Marianne en tant que symbole de la République. Marianne y représentait la devise française. Les républicains du Midi contribuèrent à associer ce prénom à leur idéal politique (en reprenant la chanson devenue très populaire à l’automne 1792).
Bien que cette chanson date de 1792 et soit déjà mentionnée dans le dictionnaire Lou Tresor dóu Felibrige de Frédéric Mistral, l’association de la chanson au symbole de la République n’a été faite qu'en 1976. Quoi qu'il en soit, le village de Puylaurens revendique désormais le titre de « berceau occitan de la Marianne républicaine ».
Dans son livre Marianne au combat, l'historien Maurice Agulhon propose une explication plus prudente. Il rappelle que le prénom Marie-Anne, Marie et Anne, était très répandu à la fin du XVIIIe siècle dans les milieux populaires, notamment à la campagne, et qu'on le retrouvait ainsi parmi les domestiques des maisons bourgeoises. Ce prénom banal (Marie la Vierge et Anne sa mère) répandu, et donc populaire, était voué à désigner le régime qui se voulait tel.
Agulhon insiste sur le fait que l'usage en a d'abord été péjoratif. Le prénom est attesté comme sobriquet de dérision pour désigner la République dès l’époque de la Révolution française. Les contre-révolutionnaires exprimèrent leur haine de la République en choisissant un prénom de paysanne.
La fonction symbolique de ce prénom se serait donc répandue tant parmi les partisans que parmi les adversaires de la République mais pour des raisons diamétralement opposées.
Maurice Agulhon propose également une autre origine, plus élitiste : Mariamne, une princesse juive antique contrainte d’épouser Hérode le Grand, persécutée puis exécutée sur ordre de son époux. « Au bout du compte, l’historien ne tranche pas. Maurice Agulhon estime que la Marianne a d’un côté une origine évidemment populaire ; mais de l’autre, une possible origine élitiste », résume l'historienne Mathilde Larrère. Ainsi, toutes les classes sociales peuvent-elles s’approprier la représentation de Marianne.
Une autre origine possible de cet usage serait que le premier modèle de Marianne aurait été Marie-Anne Reubell, épouse de Jean-François Reubell de Colmar en Alsace. Lors d'une réception chez eux, Paul Barras aurait complimenté l’hôtesse par ces mots : « votre prénom sied à la République autant qu’il sied à vous-même ».
Ce n'est que lentement que Marianne devient un symbole courant de la République. Sous la Deuxième République (1848-1852), son utilisation est encore assez rare mais en progrès. Parmi les sociétés secrètes républicaines qui se forment au moment du coup d'État de Louis-Napoléon Bonaparte (décembre 1851), certaines prennent ainsi le nom de « Marianne » ou « la Marianne ».
En 1855, une révolte éclate dans les carrières d'ardoise de Trélazé (Maine-et-Loire). Les mécontents avaient formé depuis 1851 une société républicaine appelée « Marianne ». La révolte, survenue lors de la phase la plus autoritaire du Second Empire, attira l'attention sur le prénom Marianne, qui commença à sortir des cercles républicains militants. En 1856, le journaliste républicain Félix Pyat publie à Londres une Lettre à Marianne, pamphlet contre l'empereur Napoléon III.
Dans les années 1880, alors que la Troisième République est en train de s'enraciner, le prénom Marianne est surtout utilisé au sein des catégories populaires du Sud de la France, et surtout par les personnes les plus acquises à l'idée républicaine [réf. nécessaire]. Les dirigeants républicains, comme Ferry ou Gambetta, n'emploient guère cette appellation populaire. Son usage comme synonyme de République continue de progresser au cours du XXe siècle.

### Évolution des représentations de Marianne

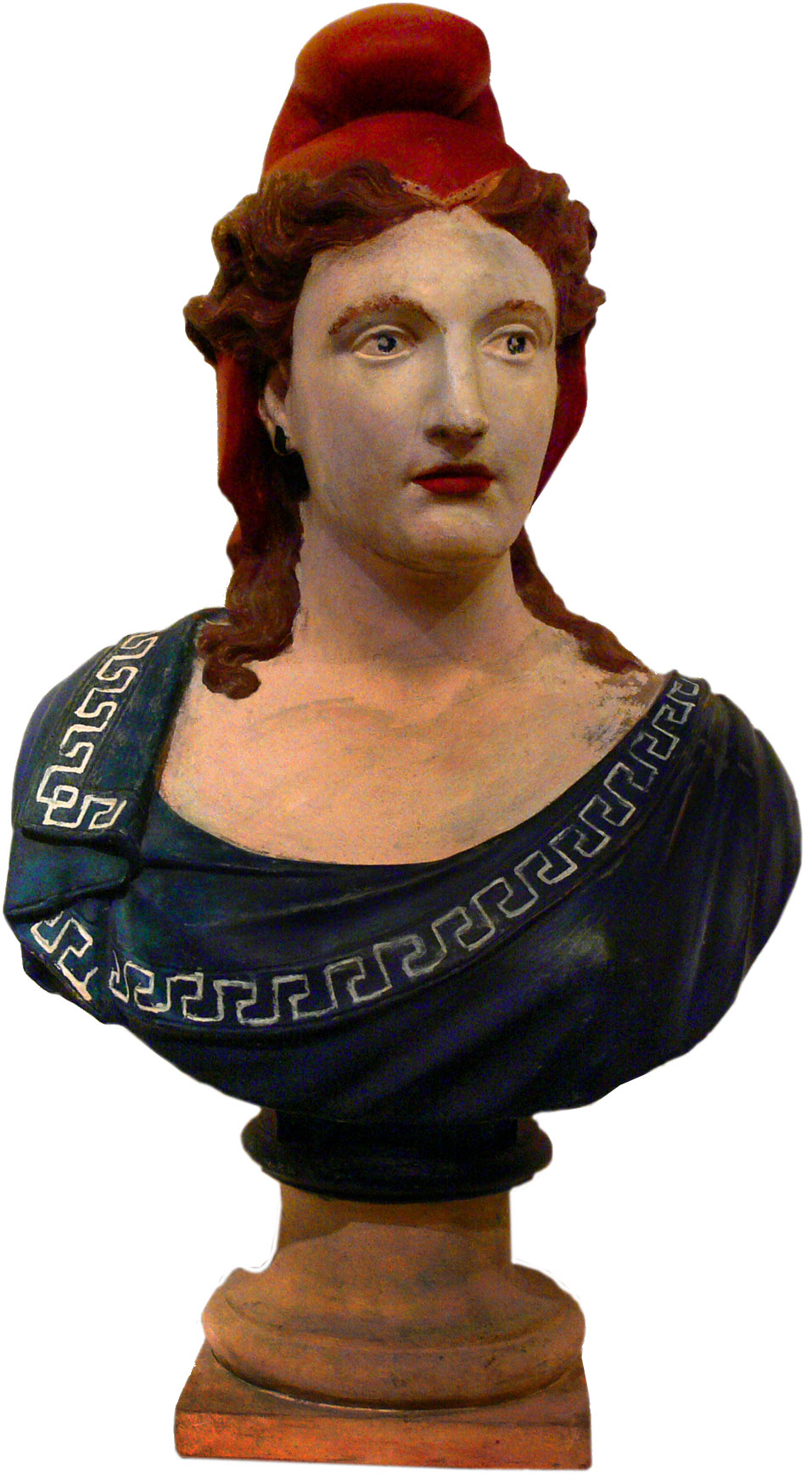
Buste polychrome de Marianne

Cette section étudie l'évolution des représentations de la Liberté et de la République sous la forme d'une allégorie féminine. Le prénom Marianne ne fut que progressivement associé à ces allégories féminines.
Les premières représentations d’une femme à bonnet phrygien, allégorie de la Liberté, apparaissent dans l'Antiquité romaine, qui associent l'ancienne allégorie grecque de la liberté (ainsi un statère en électrum du IVe siècle av. J.-C. avec l'inscription Eleutheria) et le bonnet phrygien, coiffure du dieu perse Mithra comme du dieu Atys, honoré à Rome dès 204 av. J.-C. Un denier dit de Brutus, et le journal Les Révolutions de Paris, no 141, des 17-24 mars 1792, y font référence.

#### Pendant la Révolution française et l'Empire (1789-1815)
En septembre 1792, la France devient une République. À la place du sceau ou du portrait du monarque, il fallut adopter un symbole visuel de la République, cet état anonyme et abstrait. Un décret du 22 septembre 1792 imposa la représentation d'une femme coiffée d'un bonnet phrygien sur les sceaux de tous les corps administratifs de la République. La médaille servant d’insigne distinctif à la Convention comporta de même l’image d’une femme ayant à la main un bonnet phrygien. La femme à bonnet phrygien devint une allégorie double, celle de la Liberté et celle de la République française.
Tandis que le bonnet phrygien lui était très couramment associé, les autres attributs (sceptre de la Raison, massue écrasant l'hydre du mal…) étaient moins constants. Les représentations différaient selon les époques et les préoccupations du peuple français.
Dès 1792, il y eut à Paris deux statues de la République : l’une sur la place de la Révolution (ancienne place Louis XV, actuelle place de la Concorde), l’autre sur la place des Piques (ancienne place Louis-le-Grand, actuelle place Vendôme). Les principales villes françaises en eurent également. Statues, bustes ou images décoraient les salles de réunion des grands édifices publics ou des sièges de sociétés populaires.
Sous le Consulat et l'Empire, la femme au bonnet phrygien s'est progressivement effacée de l'espace public. Les deux statues parisiennes ont été remplacées en l'an VIII par des colonnes. Au même moment, de nombreuses villes ont fait disparaître leurs statues.

#### Pendant la monarchie de Juillet (1830-1848)
En juillet 1830, Louis-Philippe devient roi, et s'engage à respecter les libertés qui avaient été bafouées par son prédécesseur Charles X. Pendant la monarchie de Juillet (1830-1848), il redevient courant de voir la Liberté représentée sous les traits d'une femme. Mais ces allégories féminines ne comportent généralement pas le bonnet phrygien, qui risquerait d'évoquer la République.
L'historien Maurice Agulhon rappelle également qu'au cours des années 1830, le drapeau rouge devient progressivement un symbole de la révolte populaire. Il fait l'hypothèse que le nouveau sens pris par ce drapeau ait également radicalisé le rouge du bonnet, et donc la figure de la femme au bonnet phrygien.

#### Pendant la Deuxième République (1848-1852)
À la suite de la révolution de février 1848, la monarchie de Juillet laisse place à la Deuxième République (1848-1852). En 1848, le gouvernement provisoire lance un concours d'allégories de la République sous forme de figures peintes, sous forme de statues et sous forme de médailles. C'est également en 1848 qu'Elisa de Lamartine, femme du poète Alphonse, sert de modèle pour un buste de Marianne.
Dès 1848, le mouvement républicain est marqué par d'importantes divisions, qui se traduisent dans le domaine des symboles. Les partisans d'une République démocratique et sociale optent pour une Marianne combattante, avec cheveux détachés, bonnet phrygien, poitrine découverte. Les défenseurs d'une République plus conservatrice préfèrent une Marianne sereinement assise, sans arme, avec les cheveux attachés, les seins couverts. Cette représentation de la République est souvent plus complexe, puisqu'elle intègre des attributs comme le Travail, le Commerce, la Guerre, ou encore la Paix.

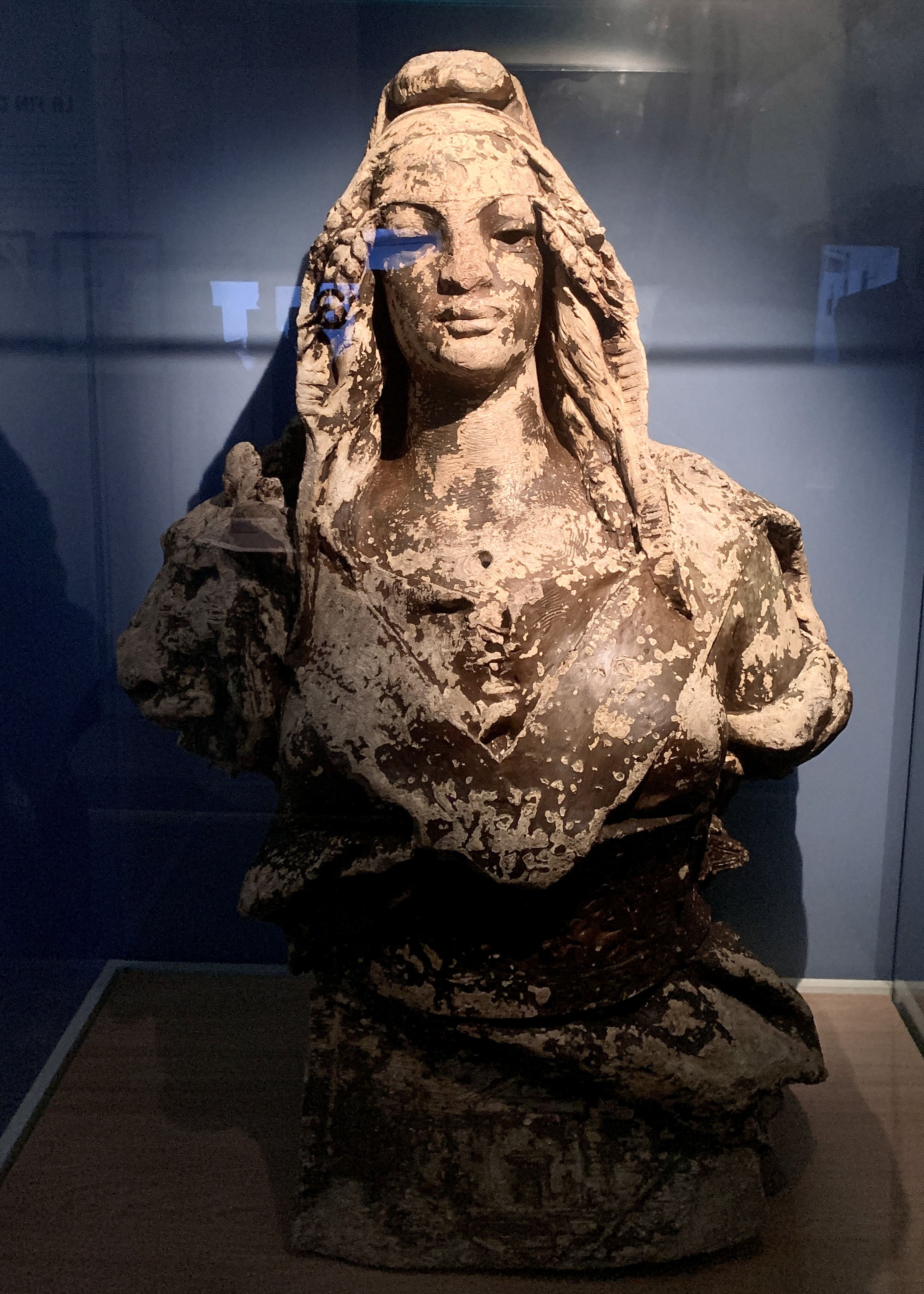
Buste de la Marianne noire.

En 1848, année de l’abolition de l’esclavage, la maçonnerie toulousaine commande une statue de Marianne sous les traits d’une esclave noire affranchie, supposément au sculpteur Bernard Griffoul-Dorval. Inaugurée le 16 avril 1848, elle est déplacée en 1868 dans la salle du Conseil du nouveau temple de la rue de l’Orient à Toulouse ; portée disparue en 1941 mais retrouvée le 6 février de la même année dans un inventaire du Comité d’investigation et d’enquêtes du régime de Vichy ; récupérée par des résistants francs-maçons et enterrée dans un terrain du quartier du Faubourg-Bonnefoy à Toulouse, jusqu’à la Libération ; de nouveau perdue de vue jusqu’à sa restitution officielle en 1977 au conseil général de la Haute-Garonne et son intronisation dans la salle d’exposition permanente du musée de la Résistance et de la Déportation de Toulouse. Aucune autre œuvre représentant Marianne avec une couleur de peau noire ne deviendra célèbre avant les années 1990,,.
À partir de l'élection de Louis-Napoléon Bonaparte comme président de la République, en décembre 1848, le parti de l'Ordre impose une conception conservatrice de la République. Les allégories de la République s'effacent progressivement de l'espace public, surtout celles qui intègrent un bonnet phrygien ou une poitrine dénudée.
Les statues vainqueurs du concours de 1848 sont remisées au dépôt au lieu d'être installées sur la place publique comme promis. Les emblèmes qualifiés alors de séditieux (sein nu et bonnet phrygien) sont interdits par une circulaire du 3 mars 1849. Dès janvier 1852, on remplace sur les monnaies l'effigie de la République par celle du président Louis-Napoléon Bonaparte.

#### Depuis le début de la Troisième République (1870)
La République est rétablie en 1870. Il faut trouver une nouvelle effigie, pour remplacer celle de l'empereur Napoléon III. Dès les années 1870, certains maires républicains installent des bustes de Marianne dans leur mairie, ce qui est mal vu par les préfets conservateurs, surtout quand l'allégorie est coiffée d'un bonnet phrygien.
Majoritaires à la Chambre des députés à partir de la fin des années 1870, les républicains ont le triomphe modeste. Pour ne pas heurter les Français les plus réactionnaires, le gouvernement n'impose pas d'effigie officielle du nouveau régime. Les statues qui n'ont pas de bonnet phrygien ont les faveurs de Ferry, de Gambetta et des autres dirigeants républicains. Ils leur préfèrent Marianne coiffée d'un diadème rempli d'épis de blé. Mais ils ne peuvent empêcher de nombreux artistes de choisir de coiffer Marianne du fameux bonnet.
Le conseil municipal de Paris, dominé par les républicains radicaux, lance en 1878 un concours de statues de Marianne. Le règlement stipule clairement qu'elle doit être affublée du bonnet phrygien. C'est dans le cadre de ce concours que fut réalisé le Monument à la République, installé sur la place de la République et Le Triomphe de la République, qui prit place sur la place de la Nation. Le président Jules Grévy refusa de venir présider l'inauguration du Monument à la République, Marianne y étant représentée avec un bonnet phrygien et une poitrine dénudée.
Dans son Archéologie de la république, Maurice Agulhon constate que les représentations allégoriques de Marianne ont de nos jours des valeurs politiques nouvelles : Liberté, Égalité, Fraternité, et que les monuments fixes ont une valeur de propagande.
Au XXe siècle, toutes les mairies se dotent progressivement d’un buste de Marianne qui porte désormais systématiquement le bonnet phrygien et apparaît débarrassée de ses autres attributs (faisceau d’armes, niveau ou balance). Marianne est représentée de manière très épurée. La Marianne de Georges Saupique fut l’une des représentations officielles de la IVe République. Les dernières représentations, les plus en vogue dans les mairies aujourd’hui, sont celles reprenant les traits de femmes célèbres (voir le paragraphe suivant sur les modèles de Marianne). À partir du début du XXe siècle, elle figure également sur des objets de très large diffusion comme les pièces de monnaie ou les timbres-poste.[réf. nécessaire]

## Représentations

### Symbolique des objets qui accompagnent certaines représentations de Marianne
Les représentations de Marianne incluent parfois des objets. Ces derniers sont souvent empruntés à l’Antiquité gréco-romaine. Certains sont des attributs d'Athéna (la déesse de la guerre) ou de Déméter (la déesse de l'agriculture et des moissons).
| Objets                                                  | Signification                                    |
| ------------------------------------------------------- | ------------------------------------------------ |
| Le pileus confondu par la suite avec le bonnet phrygien | L'affranchissement des esclaves dans l'Antiquité |
| La couronne                                             | L’invincibilité                                  |
| Les seins nus                                           | La nourrice et l’émancipation[Laquelle ?]        |
| La cuirasse                                             | Le pouvoir                                       |
| Le lion                                                 | Le courage et la force du peuple                 |
| L’étoile                                                | L’intelligence                                   |
| Le triangle                                             | L’égalité                                        |
| Les chaînes brisées                                     | La liberté                                       |
| Les mains croisées                                      | La fraternité                                    |
| Les faisceaux                                           | L’autorité de l’État                             |
| La balance                                              | La justice                                       |
| La ruche                                                | Le travail                                       |

### Statues allégoriques inspirées de Marianne

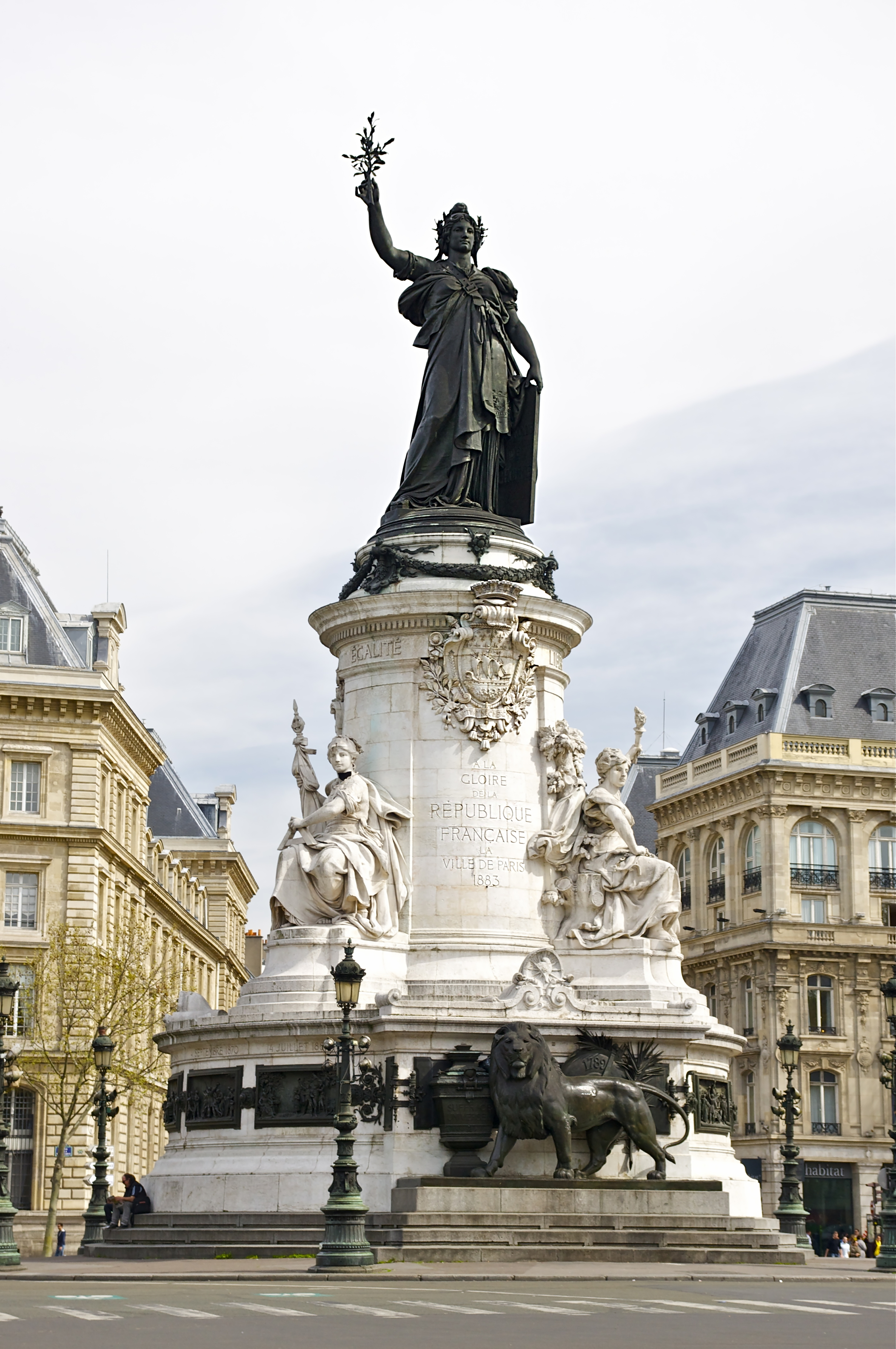
Vue du Monument à la République en 2011.

D'après Culture Crunch : « La statue de la Liberté, allégorie intitulée « La liberté éclairant le monde », offerte par la France aux États-Unis représente les valeurs communes des deux républiques aux constitutions issues des Lumières : la liberté éclairée et éclairante ; l'Alma Mater de la conscience civique assimilable à Marianne ».
À Paris, deux monuments principaux incarnent Marianne.
Ils ont été érigés dans le cadre d'un concours lancé par le conseil municipal de Paris en 1878 pour célébrer le centenaire de la République française.
Place de la Nation (11e et 12e arrondissements), Jules Dalou a sculpté Le Triomphe de la République. La statue est de nos jours mise en valeur dans le cadre de l'aménagement du jardin de Marianne.
Place de la République (11e arrondissement), on trouve le Monument à la République, conçu par les frères Léopold Morice, sculpteur, et François-Charles Morice, architecte, et qui leur permit de remporter le concours organisé par le conseil municipal de Paris. Inauguré en 1883, le monument est constitué d'une statue colossale de Marianne en bronze de 9,50 mètres de haut sur un soubassement en pierre de 15 mètres de haut où sont assises des allégories de la Liberté, de l'Égalité et de la Fraternité. La place de la République étant un lieu de rencontre et le point de départ de manifestations, le monument fait régulièrement l'objet de tags et de graffitis.
En Guyane, la colonne de la République, sur la place des Palmistes, est un monument arborant le buste de Marianne.

### Tableaux

Marianne représentée comme La Liberté guidant le peuple.

Dans le tableau d’Eugène Delacroix La Liberté guidant le peuple, la liberté est représentée allégoriquement et peut évoquer Marianne.
Cependant Eugène Delacroix ne s'est pas inspiré de la révolution de 1789, mais de celle des Trois Glorieuses (ou révolution de Juillet de 1830), qui instaure la monarchie de Juillet, avec comme roi Louis-Philippe, qui s'engage à respecter certaines libertés qui avaient été bafouées par son prédécesseur Charles X. Ce tableau représente donc bien une allégorie de la liberté et non l'allégorie de la République.

### Affiches
- The French woman in war-time, affiche de Georges Capon, Les Affiches nouvelles, 1917-1918 : Marianne, telle une guerrière, symbolise la France en guerre.
- Marianne aux stigmates, affiche de Paul Colin, 1944.

### Représentations de très large diffusion

#### Timbres-poste
Depuis la Libération, il y a eu le plus souvent une série de valeurs « Marianne » ou d’allégories féminines rappelant Marianne sur les timbres d’usage courant.

#### Pièces de monnaie

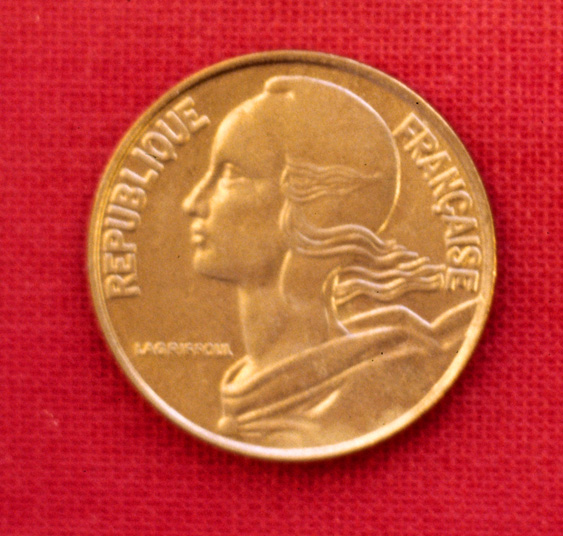
Portrait de Marianne sur une pièce de 20 centimes de franc (modèle Lagriffoul).

Marianne a été représentée sur de nombreuses pièces de monnaie, comme les derniers centimes de franc, la pièce de 10 francs de 1986 (gravée par Joaquin Jimenez), les pièces en francs Pacifique et les faces françaises des actuels centimes d’euros.

#### Communication du gouvernement
En 1999, le gouvernement français adopta un logotype, qui représente le profil d’une Marianne dessinée en blanc sur un fond bleu et rouge, figurant ainsi le drapeau tricolore, accompagnée de la devise « Liberté – Égalité – Fraternité » et de la mention « République française ». Il est utilisé par l’ensemble des services de l’État (ministères, secrétariats d’État, préfectures, services déconcentrés, etc.).
Fin 2017, le président Emmanuel Macron prononce ses vœux du réveillon du Nouvel An avec un tableau de Marianne en arrière plan, réalisé par l'artiste street art Shepard Fairey.
En 2020, le logo est modernisé après le Grand débat national. La Marianne est toujours présente, en une version plus réduite mais avec les épaules apparentes. Elle devient aussi la photo de profil des comptes opérés par l’État sur les différents réseaux sociaux.

### Modèles

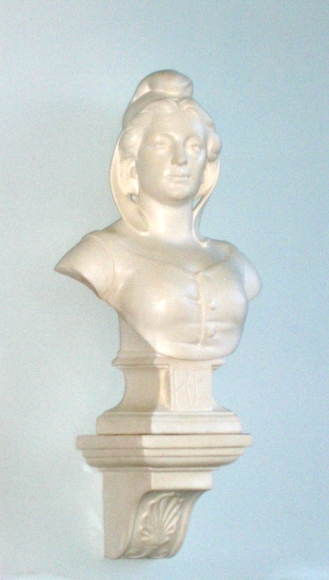
Le modèle distribué dans les écoles françaises au début du XXe siècle.

Les modèles ayant servi aux représentations de Marianne sont nombreux et variés.
Les artistes ayant réalisé les bustes de Marianne ont utilisé pour modèle :
- leur compagne ;
- un modèle, une belle femme inconnue ;
- des modèles locaux ;
- des personnalités.

Il n’existe pas de modèle officiel de Marianne. « Aucun texte législatif ou réglementaire n'impose de modèle spécifique aux maires, ni même ne les oblige à placer une Marianne dans leur mairie. » Selon l’Association des maires de France, « aucune élection de Marianne n'est organisée par le ministère de l'Intérieur ou par l'AMF. Ce sont les sculpteurs eux-mêmes qui sont libres de représenter Marianne à leur façon, tout comme les mairies sont libres de choisir le buste qu'elles souhaitent exposer. ». Seule exception, en 1999, lorsque l'AMF invite l'ensemble des maires à désigner sa Marianne de l'an 2000,,.
En 1970, la décision du sculpteur Aslan de prendre pour modèle une célébrité, Brigitte Bardot, marque un tournant. Dès lors, d'autres personnalités du monde du cinéma ou de la chanson sont choisies pour prêter leurs traits à Marianne.
En 1984, un ancien journaliste, soutenu par Edgar Faure, crée une association destinée à décerner chaque année des Marianne d'or aux vingt meilleurs maires de l'année. Pour se faire connaître, l'association décide de désigner sa propre Marianne. Ce sera Catherine Deneuve en 1985, puis Inès de La Fressange en 1989. C'est la première fois qu'un mannequin est choisi. Cet événement vaudra à Inès de La Fressange de perdre son contrat d'exclusivité avec la maison Chanel, Karl Lagerfeld ne souhaitant pas « habiller un monument, c'est trop vulgaire ! ».
En 2003, l'association des Marianne d'or désigne la journaliste Évelyne Thomas comme la nouvelle Marianne. Ce choix soulève la controverse. Le buste a été réalisé par le sculpteur Daniel Druet. En 2011, le panel d'un sondage élit Sophie Marceau comme Marianne potentielle, devant Marion Cotillard ou Vanessa Paradis. Le buste n'a toutefois jamais été réalisé.
- 1970 : Brigitte Bardot (sculpteur Alain Aslan)[41]
- 1972 : Michèle Morgan (sculpteur Bernard Potel)
- 1978 : Mireille Mathieu (sculpteur Alain Aslan)[41]
- 1991 : Anne Sinclair[42]
- 2000 : Laetitia Casta (sculpteur Marie-Paule Deville-Chabrolle)[41]
- 2010 : Marianne de Nice, Cyrielle Giner (sculpteur Cyril de La Patellière)[43]

Association des Marianne d'or :
- 1985 : Catherine Deneuve (sculptrice Marielle Polska)[41]
- 1989 : Inès de la Fressange (sculpteur Mark Stuart)[44]
- 2003 : Évelyne Thomas[33] (sculpteur Daniel Druet)

En réaction aux attentats du 13 novembre 2015, Pierre et Gilles réalisent un portrait photographique de Marianne sous les traits de Zahia Dehar.

### Expositions
En 2003, le musée de la Révolution française organise une exposition temporaire sur les représentations de Marianne de 1792 à nos jours.
En 2019, une exposition à Saint-Amand-les-Eaux retrace les mille visages de Marianne.

### Représentations non officielles
En marge des représentations officielles, des représentations libres se multiplient ; les caricaturistes, les artistes s’emparent de Marianne comme image symbolisant la nation ou la République.
Les organisateurs de la Fête de l'Humanité ont choisi par exemple une Marianne noire portant le drapeau rouge. De l’autre côté de l’échiquier politique, on a pu voir une Marianne blanche avec un œil au beurre noir lors des élections européennes de 2009.

### Caricatures

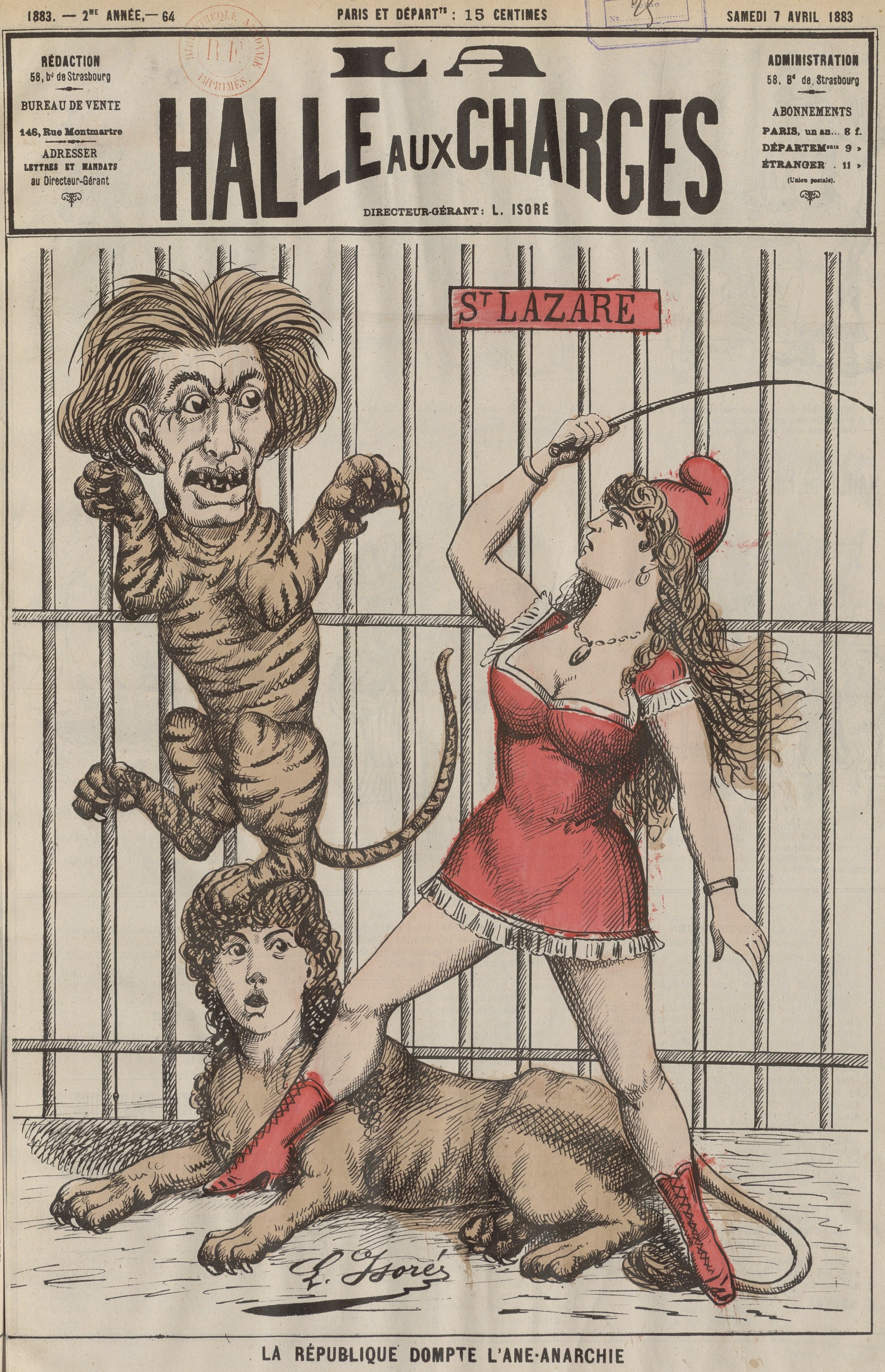
La République dompte l'anarchie (La Halle aux Charges, 7 avril 1883).

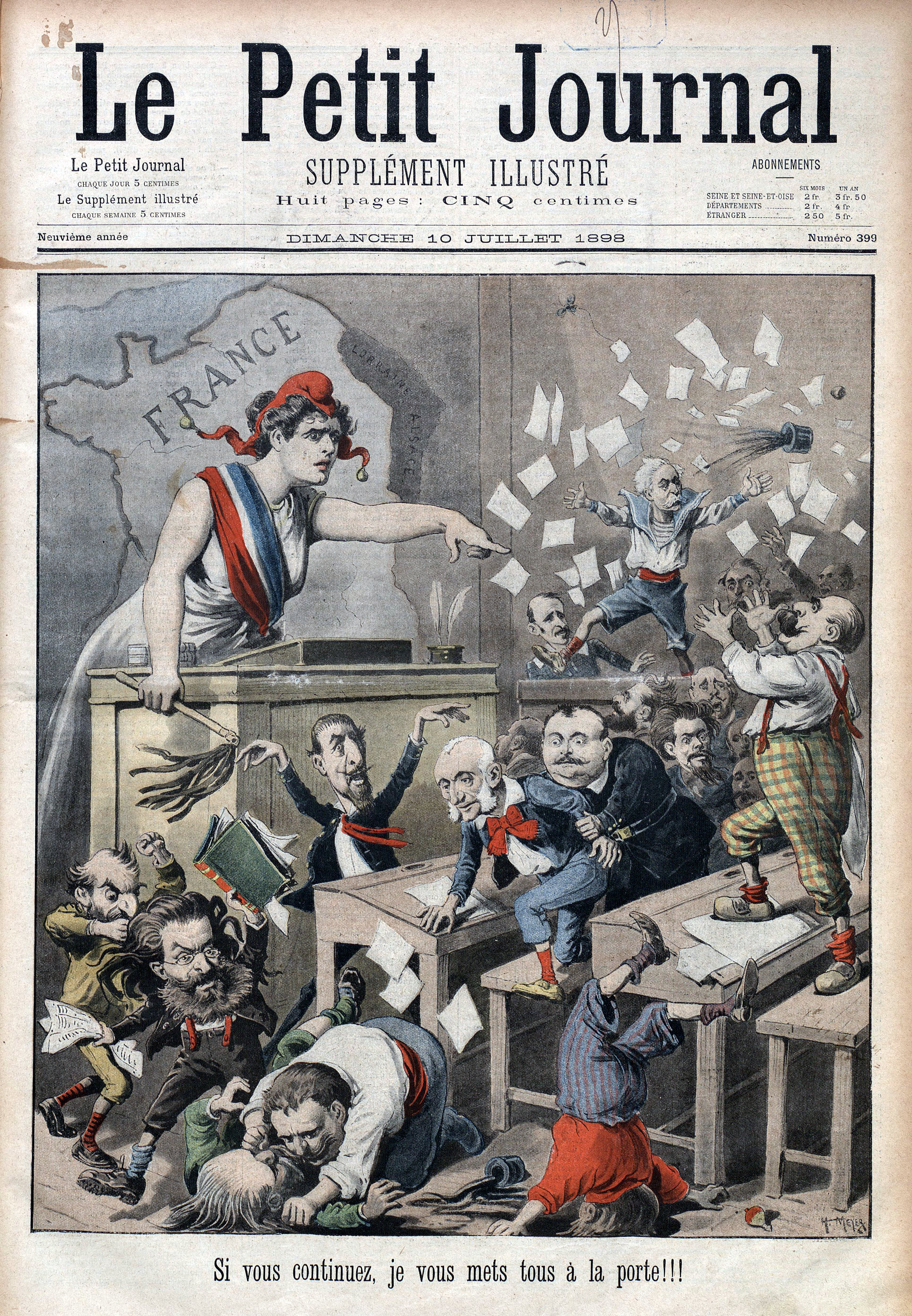
Le Petit Journal, 10 juillet 1898.

Marianne est un symbole du modèle républicain, et par conséquent, a été l'objet de nombreuses attaques de la part des partisans de la mise en place d'autres régimes politiques. Depuis les partisans de la monarchie jusqu'à d'autres mouvements farouchement anti-républicains.
Elle fut surnommée avec mépris « la gueuse » par certains courants monarchistes, c'est-à-dire la mendiante ou la femme de mauvaise vie. Notamment dans la chanson des Camelots du roi (tendance monarchiste-nationaliste de laquelle la famille d'Orléans s'est désolidarisée dans les années 1930), composée vers 1908-1910, où les partisans de l'héritier du roi de France prétendent vouloir la pendre ou lui « casser la gueule » sur l'air du chant révolutionnaire La Carmagnole.[réf. nécessaire]
L'établissement de la loi de la liberté de la presse en 1881 a permis aux partis ou groupes politiques d'utiliser les représentations de Marianne d'une manière satirique, comme l'explique Maurice Agulhon : « En établissant en 1881, la liberté de la presse, elle [la République] ouvre les vannes à tous les réquisitoires et à toutes les caricatures de son image symbolique… Elle réussit à se faire « traiter » de révolutionnaire par les conservateurs et les catholiques et de bourgeoise par le mouvement ouvrier ».
Au XIXe siècle, de nombreuses caricatures représentent Marianne dominant les hommes de toutes classes sociales (politique, religieuse, dirigeant…) malgré un patriarcat fort au sein de la société.

## Dans la culture populaire

### Fresques
En réponse aux provocations sur les violences policières lors de nombreuses manifestations de 2020, une équipe de graffeur réalise une performance contestée sur la Marianne stylisée de Shepard Fairey alias Obey reprise en fresque urbaine monumentale dans le 13e arrondissement de Paris en rajoutant des larmes de sang à ses yeux,,.
En 2021, l'artiste grapheur Majid Cheikh réalise une fresque géante sur le mur d'un immeuble dans la rue Ramatuelle de La Seyne-sur-Mer.

### Art contemporain
La Marianne a été peinte par les artistes Bernard Buffet et Shepard Fairey, une toile de ce dernier figure dans le bureau du président Emmanuel Macron au palais de l'Élysée.

### Chansons
- La Gueuse d'Yvonneck en 1909[55].
- Vas-y Léon de Montéhus en 1936[55].
- Que Marianne était jolie de Michel Delpech en 1972[55].
- Marie la France de Philippe Clay en 1974[55].
- Si Marianne était black de Philippe Lavil en 1990[55].
- Marianne de Damien Saez en 2012[56].
- Marianne d'Altam en 2012[56].
- La Vieille Dame de Maxime Le Forestier en 2017[56].
- Marianne de Barbara Pravi et Golshifteh Farahani en 2024

## Sculpteurs du buste de Marianne
(liste alphabétique non exhaustive)
- Eugène Arrondelle (1898)[58]
- Alain Aslan (Brigitte Bardot, Mireille Mathieu) (1969)[59]
- Jean Baffier (1881)[60]
- Albert Bartholomé
- Paul Belmondo[61]
- Jules Blanchard (1890)[62]
- Paul Cabet (1870)[63]
- François Cacheux
- Jules Chaumont (1876)
- Roger-Louis Chavanon (1989)[64]
- Auguste Clésinger (1878)
- Claire Colinet (1912)
- Georges Delahaie (symbolisme)
- Marie-Paule Deville-Chabrolle (2000) (Laëtitia Casta)[41]
- Théodore Doriot (1871)[65] (1875)[66]
- Daniel Druet (Évelyne Thomas)
- Paul Ducuing
- Jacques Faizant
- Émile Fernand-Dubois (1923)[67]
- Angelo Francia (1875)[68] (1879)
- Charles Gauthier (1889)
- Jean Gautherin (1886)
- Jean-Antoine Injalbert « grand prix » à l'Exposition universelle de 1889[69]
- Cyril de La Patellière « la Marianne de Nice »
- Paul Lecreux dit Jacques France (Marianne maçonnique et Marianne des Communes)
- Marcel Leduc (vers 1880 1890)[70]
- Clarisse Lévy-Kinsbourg (1934)
- Pierre Lorenzi (1980)
- Édouard Lormier (1880)
- Régine Mangin Lami
- Modèle Mauger (1910)[71]
- Mathurin Moreau
- Hippolyte Moulin (1867)[72]
- Joseph Osbach
- Pierre-Marie Poisson (1933)[73]
- Marielle Polska (Catherine Deneuve)[41]
- Bernard Potel (1972) (Michèle Morgan)
- Georges Saupique (1946) « Marianne de la Libération »[74]
- Jean-François Soitoux (1848)[75]
- Mark Stuart (Inès de La Fressange)[44]
- Marguerite Syamour
- Pierre Taillefer (1876)[76]
- Noël Thomann
- Paul-Jean Vauquelin (1890)[77]